# 巴斯克桥

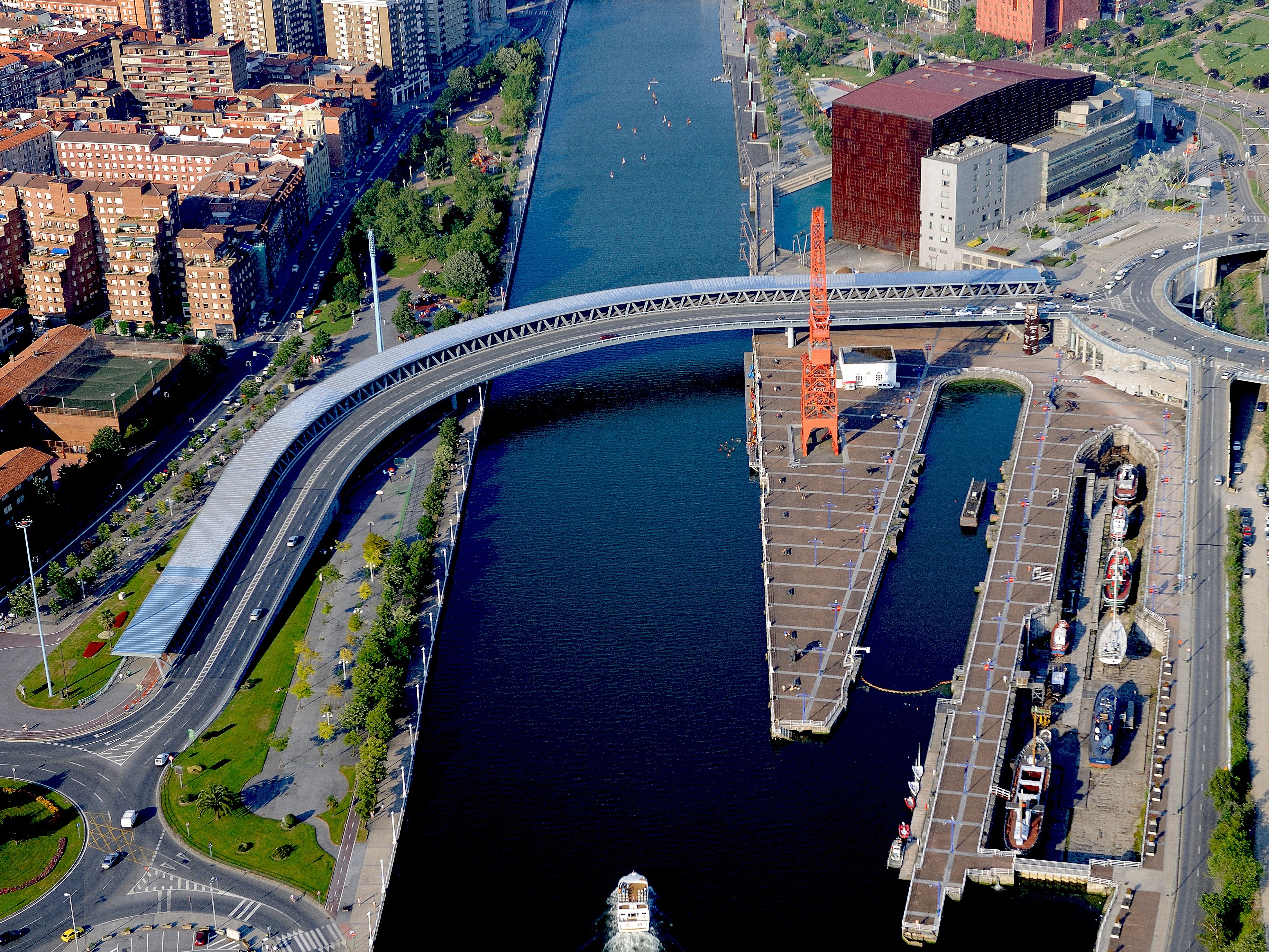

巴斯克桥（西班牙語：Puente Euskalduna）是一座横跨毕尔巴鄂河口（ría de Bilbao）的桥梁，位于西班牙巴斯克自治区比斯开省毕尔巴鄂。耶稣圣心广场（plaza del Sagrado Corazón de Jesús）和旧博蒂卡（Botica Vieja）之间。

## 历史
巴斯克桥开通于1997年4月18日，由工程师哈维尔·曼特罗拉（Javier Manterola）设计。这是一项独特的工程，位于旧的巴斯克造船厂之上，旨在为吸收德乌斯托桥（puente de Deusto）的大部分交通，为阿斯乌阿山谷（Valle de Asúa）和A-8高速公路的司机提供直接通道，通往圣塞巴斯蒂安、维多利亚和桑坦德。一座45米高的灯塔为该项目增添了象征性的元素。
在桥的一端，靠近卡西尔达·伊图里扎尔公园（Parque Casilda Iturrizar），是一座会议和音乐宫，名为巴斯克宫（Palacio Euskalduna）, 这个名字取自80年代末关闭的造船厂，也是这座桥的名字。
这座桥的建造阻止了船只继续深入，使大型船只无法在毕尔巴鄂河口的顶部通行，德乌斯托桥和市政厅桥（puente del Ayuntamiento）吊桥的开放变得毫无意义。